# Ammophila wahlbergi
Ammophila wahlbergi är en biart som beskrevs av Anders Gustav Dahlbom 1845. Ammophila wahlbergi ingår i släktet Ammophila och familjen grävsteklar. Inga underarter finns listade i Catalogue of Life.